# Teos (faraone)
Teos (in greco antico: Τέως?, Tèōs; fl. IV secolo a.C.), noto anche con il nome egizio Djedhor, è stato un faraone della XXX dinastia egizia.
| Nome Horo             | Sesto Africano | Altri nomi |
| Khaemmaat Seskhemtawy | Teos           | Tachos     |

## Biografia
Figlio di Nectanebo I, venne associato dal padre al trono probabilmente nel 364 a.C.
Nel 361 a.C., da poco salito al trono, iniziò a realizzare un suo progetto atto a ridare importanza internazionale e potere all'Egitto. Grazie ad un notevole sforzo economico, che comprese la centralizzazione di quasi tutti gli introiti dei templi e l'emissione, per la prima volta nella storia egizia, di moneta metallica (imitando le monete greche), riuscì a riunire un poderoso esercito, composto per la maggior parte di mercenari greci, con cui invase la Palestina giungendo fino ai confini della Siria.
A tale impresa parteciparono sia lo stratego ateniese Cabria, che già in passato aveva servito il trono egiziano, che il re di Sparta Agesilao.
Teos, che aveva assunto personalmente il comando dell'esercito, venne però tradito dal fronte interno: nel partire per la guerra il sovrano aveva affidato al fratello Tjahapimu il governo dell'Egitto; questi, con l'appoggio e l'istigazione del clero di Sais, che mal aveva sopportato i provvedimenti economici per sostenere la guerra, usurpò il trono in nome del figlio, Nectanebo II.
Buona parte dell'esercito, compreso Agesilao ed i mercenari spartani, passarono dalla parte dell'usurpatore e Teos dovette prima rifugiarsi a Sidone e poi cercare rifugio presso Artaserse II.
La conoscenza del destino finale di Teos viene dall'iscrizione di un nobile chiamato Wennefer, che partecipò anche alla sfortunata spedizione di Teos come medico. Wennefer fu inviato da Nectanebo II alla ricerca di Teos e riuscì a farlo trattenere dal re persiano Artaserse II a Susa. Wennefer fece poi riportare Teos in catene al faraone egiziano. [8]

## Titolatura
| G5 |

| G5 |

| N28 | G17 | C10 | T32 | N19 |

| N28 | G17 | C10 | T32 | N19 |

| N28 | G17 | C10 | T32 | N19 |

| N28 | G17 | C10 | T32 | N19 |

| N28 | G17 | C10 | T32 | N19 |

| N28 | G17 | C10 | T32 | N19 |

| N28 | G17 | C10 | T32 | N19 |

| N28 | G17 | C10 | T32 | N19 |

| G16 |

| G16 |

| C10 | U6 | M17 | M17 | S29 | Aa1 | G25 | R8A | O1 · O1 · O1 |

| C10 | U6 | M17 | M17 | S29 | Aa1 | G25 | R8A | O1 · O1 · O1 |

| G8 |

| G8 |

| Aa1 · D43 | Z7 · Z4 | D58 | N29 · X1 | D10 | O49 | G45 · I9 | N25 · N25 · N25 |

| Aa1 · D43 | Z7 · Z4 | D58 | N29 · X1 | D10 | O49 | G45 · I9 | N25 · N25 · N25 |

| M23 · X1 | L2 · X1 |

| M23 · X1 | L2 · X1 |

| N5 · D6 | U4 | t · D36 · n |

| N5 · D6 | U4 | t · D36 · n |

| N5 · D6 | U4 | t · D36 · n |

| N5 · D6 | U4 | t · D36 · n |

| N5 · D6 | U4 | t · D36 · n |

| N5 · D6 | U4 | t · D36 · n |

| N5 · D6 | U4 | t · D36 · n |

| N5 · D6 | U4 | t · D36 · n |

| G39 | N5 |

| G39 | N5 |

| W25 | N1 · A40 | I10 · D2 · Z1 | U21 · n |

| W25 | N1 · A40 | I10 · D2 · Z1 | U21 · n |

| W25 | N1 · A40 | I10 · D2 · Z1 | U21 · n |

| W25 | N1 · A40 | I10 · D2 · Z1 | U21 · n |

| W25 | N1 · A40 | I10 · D2 · Z1 | U21 · n |

| W25 | N1 · A40 | I10 · D2 · Z1 | U21 · n |

| W25 | N1 · A40 | I10 · D2 · Z1 | U21 · n |

| W25 | N1 · A40 | I10 · D2 · Z1 | U21 · n |